# Confrontation indo-pakistanaise de 2001-2002
 (septembre 2022).
Si vous disposez d'ouvrages ou d'articles de référence ou si vous connaissez des sites web de qualité traitant du thème abordé ici, merci de compléter l'article en donnant les références utiles à sa vérifiabilité et en les liant à la section « Notes et références ».
La confrontation indo-pakistanaise de 2001-2002 fut un affrontement militaire entre l'Inde et le Pakistan qui déboucha sur une accumulation de troupes près de la frontière internationale et à proximité de la Line of Control (LoC) dans la région du Cachemire. Ce face-à-face fut le second affrontement majeur, avec le Conflit de Kargil, entre ces deux pays à la suite des essais nucléaires réussis par chacun d'entre eux, en 1998.
L'offensive militaire a été lancée par l'Inde en réponse à des tests nucléaires Pakistanais.
En Occident, la couverture de cette confrontation entre les deux voisins asiatiques et la possibilité d'une escalade menant à une guerre nucléaire entre les deux pays ont conduit à s'interroger sur l'éventuelle implication des États-Unis alors qu'ils menaient leur guerre contre le terrorisme en Afghanistan voisin. Le dangereux face-à-face entre les deux nouvelles puissances nucléaires finiront néanmoins par se décrisper, grâce au retrait des troupes de chaque côté de la frontière et à la médiation internationale.

## Contexte
Durant la matinée du 13 décembre 2001, un groupe armé de cinq hommes a attaqué le parlement indien en profitant d'une brèche dans le cordon de sécurité au niveau de la porte 12. Les assaillants sont parvenus à tuer sept personnes avant d'être eux-mêmes abattus.
Les principaux dirigeants du monde et les pays du sud-est asiatique, dont le Pakistan, ont aussitôt condamné l'attaque. Le lendemain, l'Alliance Démocratique Nationale (National Democratic Alliance, NDA) a blâmé le Pakistan d'avoir servi de base arrière pour les assaillants.

## Risque d'une guerre nucléaire
Le Pakistan et l'Inde possédant chacun l'arme nucléaire depuis 1998, la question qu'une guerre conventionnelle se transforme en un conflit nucléaire a été souvent soulevée durant la confrontation entre les deux nations. Plusieurs déclarations ont été faites durant cet évènement, à la fois par des officiels indiens et pakistanais. La plupart s'accordait à respecter le principe de ne pas attaquer les premiers (« Not in first use »). Néanmoins, Pervez Musharraf a indiqué le 5 juin qu'il se réservait le droit d'utiliser son armement nucléaire en premier.
En décembre 2002, le président pakistanais Pervez Musharraf aurait averti l'Inde de « ne pas s'attendre à une guerre conventionnelle avec le Pakistan » si les troupes amassées près de la Line of Control au Cachemire traversaient la frontière. Par la suite, Musharraf précisa qu'il pensait alors à une guérilla. Le ministre de la défense indien a pour sa part affirmé que l'Inde pouvait « prendre une bombe ou deux voire plus… mais quand nous répondrons, il n'y aura plus de Pakistan ».
Une autre préoccupation fut l'explosion d'un astéroïde le 6 juin 2002 à proximité de la Terre, au niveau de l'est de la Méditerranée. Si le corps spatial avait explosé au-dessus de l'Inde ou du Pakistan, cela aurait pu lancer un conflit nucléaire.

## Bilan
La mobilisation militaire en urgence d'un demi-million de troupes et de l'arsenal nucléaire indien a couté un milliard de dollars à l'Inde. Les pertes humaines furent relativement lourdes pour l’Inde lors ces opérations avec entre 789 et 1 874 tués lors de l'opération Parakram. Il y eut beaucoup d'accidents durant la mobilisation en raison de la mauvaise qualité des munitions et des détonateurs, Environ 100 de ces décès étaient des opérations de pose de mines. Les duels d'artillerie avec le Pakistan, les accidents de la route et autre incidents ont causé les autres pertes